# Lasaeola castrata
Espèce
Synonymes
- Dipoena castrata Bösenberg & Strand, 1906
- Dipoena uniforma Bösenberg & Strand, 1906

Lasaeola castrata est une espèce d'araignées aranéomorphes de la famille des Theridiidae.

## Distribution
Cette espèce se rencontre au Japon, en Corée du Sud, en Russie en Sibérie et en Chine.

## Description
La femelle syntype mesure 3 mm.

## Systématique et taxinomie
Cette espèce a été décrite sous le protonyme Dipoena castrata par en Bösenberg & Strand, 1906. Elle est placée dans le genre Yaginumena par Yoshida en 2002 puis dans le genre Lasaeola par Liu, Liang, Yin et Xu en 2025.
Dipoena uniforma a été placée en synonymie par Arita en 1970.

## Publication originale
- Bösenberg & Strand, 1906 : « Japanische Spinnen. » Abhandlungen der Senckenbergischen Naturforschenden Gesellschaft, vol. 30, p. 93-422 (texte intégral).